# Rajon Alai
Der Rajon Alai ist ein dem Oblus Osch in Kirgisistan unterstellter Rajon mit 91.919 Einwohnern (Stand 2022). Verwaltungssitz ist das Dorf Gültschö.

## Geographie

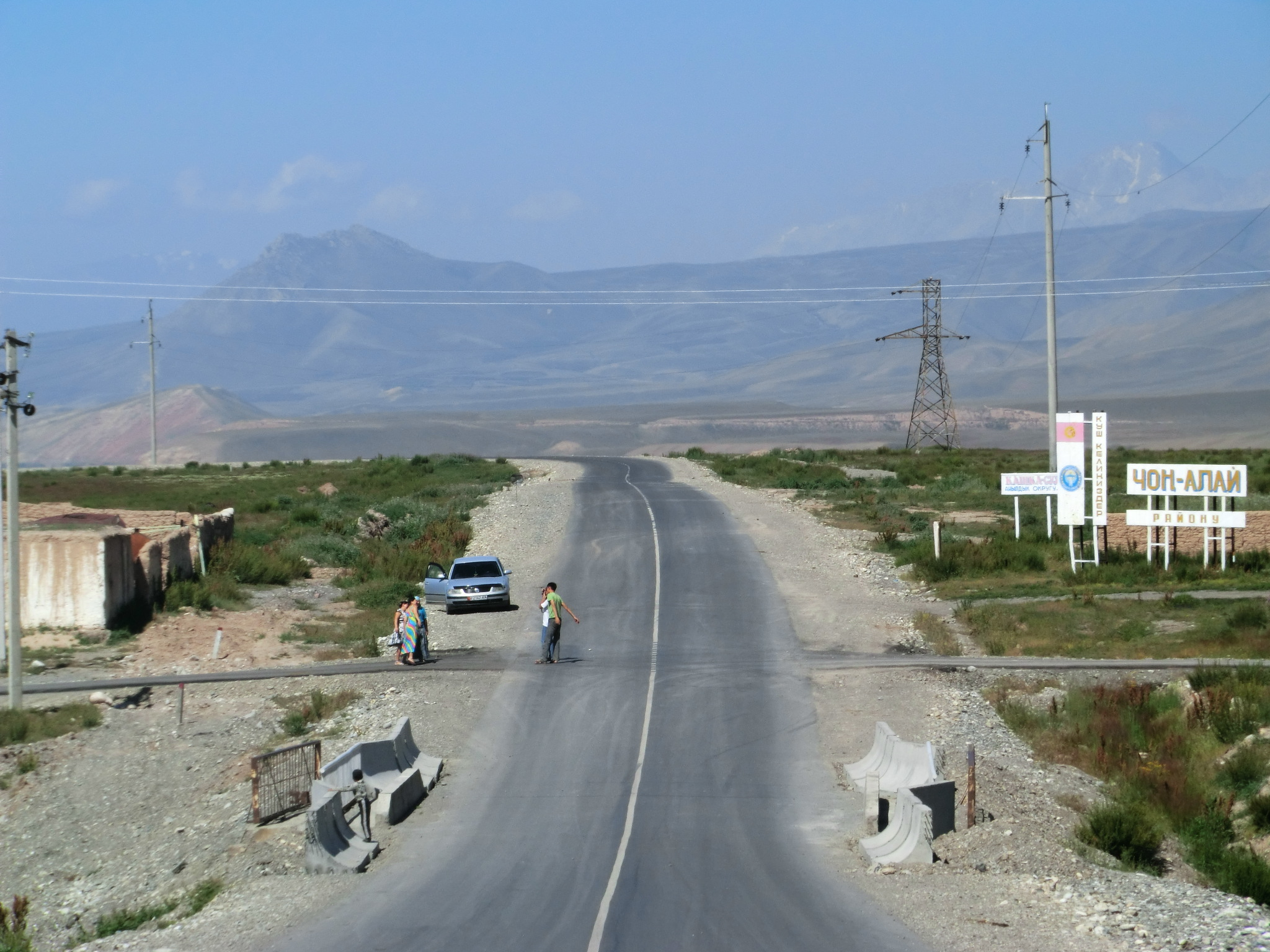
Grenze zwischen dem Rajon Alai und dem Rajon Tschong-Alai

Der 6821 km² große Rajon liegt im Süden des Oblus Osch. Der Rajon Alai grenzt im Osten an China, im Süden an Tadschikistan, im Westen an den Rajon Tschong-Alai, im Nordwesten an den Rajon Nookat, im Norden an die Rajons Kara-Suu und Ösgön sowie an den Rajon Kara-Kuldscha im Nordosten.
Das Gebiet des Rajons erstreckt sich im Wesentlichen entlang des in west-östlicher Richtung verlaufenden östlichen Alaitals, das im Norden durch die Alaikette und im Süden durch die Transalaikette begrenzt wird, sowie des Gültschötals. Die Hydrologie wird durch den Kysylsuu und den Gültschö dominiert.

## Geschichte
Der Rajon wurde 1928 gegründet. 1936 wurde das Rajongebiet zweigeteilt: in den Rajon Alai und den Rajon Tschong-Alai. 1959 wurden sie wieder vereint. 1992 wurde der Rajon Tschong-Alai erneut abgetrennt.

## Verwaltungsgliederung
Der Rajon umfasst 65 Dörfer in 14 Landgemeinden:
- Budalyk
- Bülölü
- Gültschö
- Dschangy-Alai
- Dschoschulu
- K. Belekbajew
- Kabylan-Kol
- Kongur-Döbö
- Korul
- Lenin
- Sary-Mogol
- Sary-Tasch (Sitz in Sarytasch)
- Taldy-Suu
- Ütsch-Döbö